# 요네야마 아쓰시
요네야마 아쓰시(일본어: 米山 篤志, 1976년 11월 20일 ~ )는 일본의 전 축구 선수이다.

## 구단 경력
1998년 J1리그의 베르디 가와사키(도쿄 베르디)에 입단했다. 2005년까지 198경기에 출전하여, 10득점을 넣었다. 2004년에 천황배 우승을 차지했다. 2006년 가와사키 프론탈레로 이적했다. 2007년 나고야 그램퍼스로 이적했다. 2009년부터 2010년까지 J2리그의 도치기 SC에서 뛰었다. 2010년후 현역 은퇴.

## 국가대표팀 경력
그는 2000년 AFC 아시안컵 예선에 참가할 일본 국가대표팀에 발탁되었으며, 2월 16일 브루나이와의 경기에서 데뷔했다.

## 통계
| 일본 | 일본 | 일본 |
| 연도 | 출전 | 득점 |
| ---- | ---- | ---- |
| 2000 | 1    | 0    |
| 통산 | 1    | 0    |